# Gustave Siauve-Evausy
Gustave François Siauve-Evausy, dit Gustave Siauve-Evausy, né le 4 mai 1862 à Coussac-Bonneval (Haute-Vienne) et mort le 19 février 1918 à Lille, est un journaliste, patron de presse et homme politique socialiste français. 

## Biographie

### Premières années
Né le 4 mai 1862, Siauve-Evausy naît dans une famille ouvrière. Il fait ses études au séminaire de Saint-Yrieix (Haute-Vienne). À Bordeaux, en 1880, il entre dans l’administration des postes puis devient administrateur du télégraphe. En 1888, il adhère au Parti ouvrier français (POF) de Jules Guesde mais est en raison de sa participation à des manifestations socialistes il est révoqué de son emploi le 6 octobre 1889. Il est à noter que à ce moment, Siauve-Evausy soutiens le mouvement boulangiste bordelais incarné par le socialiste Antoine Jourde. 
Par la suite, il fonde et devient président de l’Association des travailleurs républicains socialistes de Bordeaux entre 1891 et 1893. Soutenu par cette association lors des élections municipales de 1892, il se présente comme candidat à Bordeaux dans la 2ème circonscription de Brive. Chose étrange, il semble qu'il ait bénéficié de subventions (840 F) de Miclevaeque de Lacour, candidat adverse (réactionnaire) de la 1ère circonscription. Plus tard, il se présente aux élections législatives de 1893 en Corrèze. 

### Le directeur duRéveil du Nord

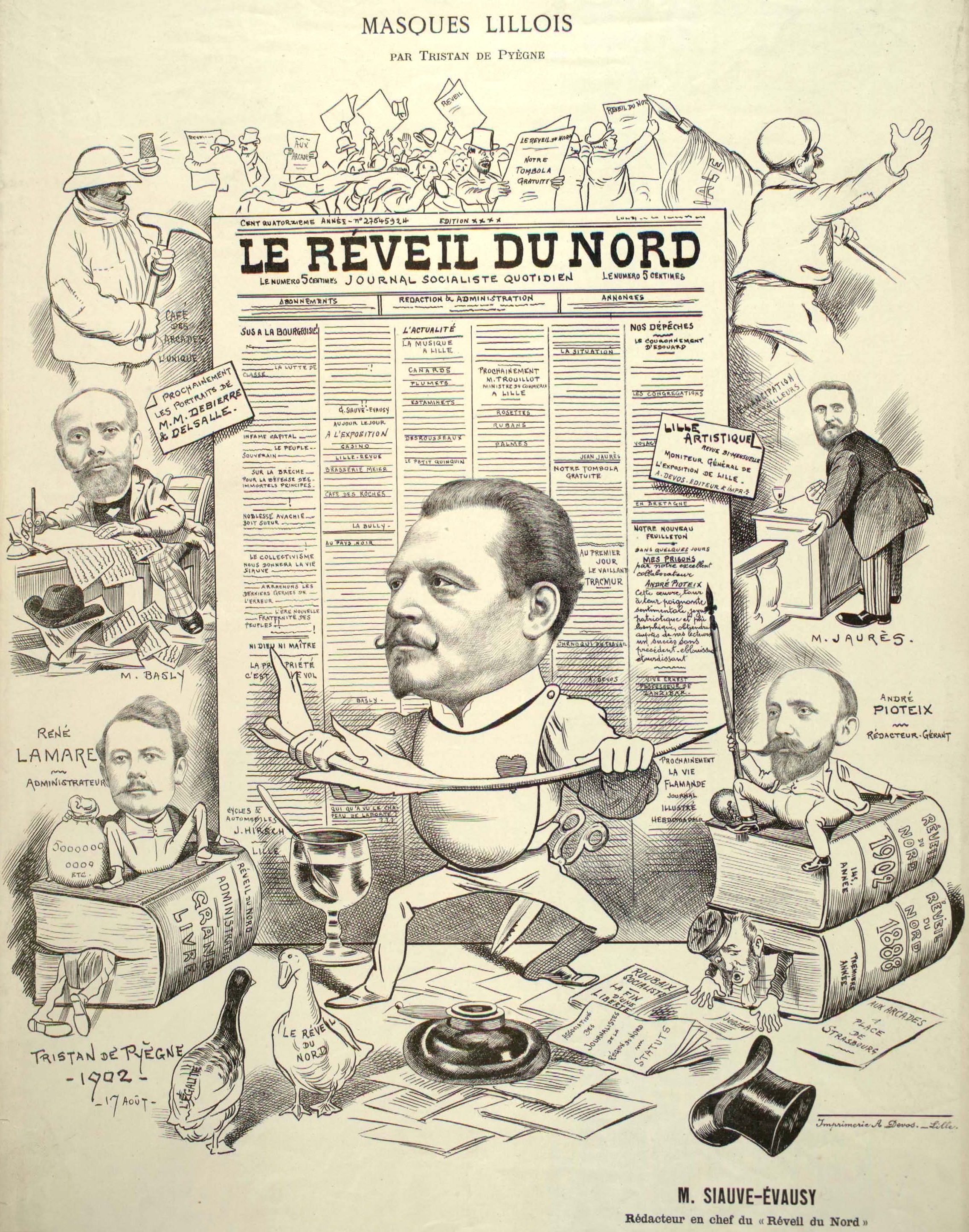
Caricature de Siauve-Evausy (au milieu) en 1902.

Devenu rédacteur en chef du Réveil du centre en janvier 1894, il passe au Peuple de Bordeaux en juillet, puis au Peuple de Lyon en novembre de la même année. Il s’occupe ensuite de L’Égalité de Roubaix-Tourcoing puis passe au Réveil du Nord en juillet 1895 Sur le modèle de l'Association de Bordeaux, il fonde à Roubaix, pour les élections municipales de 1896, l’Union électorale républicaine socialiste qui au final ne survit pas après la fin des  élections.    
Bien que acquis à la cause de la révision au moment de l'Affaire Dreyfus, Siauve-Evausy exprime à certaines occasions sa volonté de combattre « l'esprit juif, l'esprit banquier, l'esprit de mercantilisme » mais pas « la race juive », le juif « se trouvant aussi bien à l'Eglise et au Temple qu'à la Synagogue ». Bien qu'indifférent au début en raison de la nature de l'Affaire présentée comme un incident interne à la bourgeoisie et donc étranger au prolétariat, il prend finalement parti pour Dreyfus avec cependant une certaine prudence : « Dreyfus est peut-être coupable, mais il pourrait être innocent ».   

### Fin de vie
Favorable à la participation des socialistes au gouvernement, il quitte le POF en 1901 avec d'autres militants. Directeur du Réveil du Nord jusqu'en 1907, Siauve-Evausy refuse l'unité socialiste et se rapproche de la mouvance favorable aux gouvernements Clemenceau et Briand. Resté à Lille pendant la Première Guerre mondiale, il meurt en 1918.  

## Publications
- Le Peuple son avenir, Bordeaux, 1885
- Les votes de Jules Guesde, 1888
- Roubaix socialiste, ou quatre ans de gestion municipale ouvrière, Lille, 1896
- Le repos hebdomadaire dans la pratique et selon la loi du 18 juillet 1906, Lille, 1906